# Lista de municípios da Geórgia
Um município (em georgiano:  მუნიციპალიტეტი, munits'ipaliteti) é uma subdivisão da Geórgia, consistindo de um assentamento ou de um grupo de assentamentos, que beneficia autogoverno local. Existem dois tipos de municípios autônomos cidades (ქალაქი, k'alak'i), 12 no total, e de auto-governo comunidades (თემი, temi), 67 no total.

## Informação de fundo
Os municípios foram estabelecidas pela primeira vez em 2006. A maioria delas eram sucessoras das subdivisões anteriormente, conhecidas como raioni (რაიონი), "distritos". Além disso, novos municípios foram formados para governar esses assentamentos nas entidades disputadas da Abecásia e Ossétia do Sul que permaneceu então sob controle da Geórgia. Após a Guerra Russo-georgiano de 2008, Geórgia trata esses municípios como parte de seus territórios ocupados. Os antigos distritos não sob a soberania efetiva da Geórgia no momento da reforma do governo local de 2006 não foram transformados em municípios. Em vez disso, as leis da Geórgia incluem uma noção de que o modo final de subdivisão e p sistema de autogoverno local deve ser estabelecido após a restauração da jurisdição estadual sobre os territórios ocupados. Em 2014, o sistema de governo local foi reformado e um número total de municípios aumentou à custa de adicionar mais cidades autônomas. Cada município é dividido em unidades administrativas (ადმინისტრაციული ერთეული),Que pode incluir um ou vários assentamentos.
Os municípios fora das duas república autônoma de Ajária e da Abecásia e a cidade capital de  Tiblíssi São agrupados, a título provisório, em nove regiões (mkhare): Gúria, Imerícia, Caquécia, Baixa Ibéria, Misqueta-Montanhas, Racha-Lechúmia e Baixa Suanécia, Mingrélia-Alta Suanécia, Mesquécia-Javaquécia, e Ibéria Interior.

## Lista alfabética de municípios
| Kazbegi Akhalgori Misqueta c. Misqueta Dusheti Tianeti Gori c. Gori Kareli Kaspi Khashuri Java Akhmeta c. Telavi Telavi Lagodekhi Kvareli Gurjaani Sighnaghi Dedoplistskaro Sagarejo Tetritskaro Tsalka Marneuli Bolnisi Dmanisi Gardabani c. Rustavi Tbilisi Lentekhi Tsageri Ambrolauri c. Ambrolauri Oni Khoni Tskaltubo Tkibuli Terdjola Samtredia Vani Baghdati Zestaponi Kharagauli Chiatura Sachkhere c. Cutáissi Mestia Tsalendjikha Chkhorotsku Martvili Zugdidi c. Zugdidi Khobi Senaki Abasha c. Poti Lanchkhuti c. Ozurgeti Ozurgeti Chokhatauri Khulo Keda c. Batumi Khelvachauri Shuakhevi Kobuleti Borjomi Akhaltsikhe c. Akhaltsikhe Adigeni Ninotsminda Akhalkalaki Aspindza Gagra Gudauta Sokhumi Gulripshi Ochamchire Gali |

### Cidades autônomas
| 1. Akhaltsikhe 2. Ambrolauri | 1. Batumi 2. Gori | 1. Cutáissi 2. Misqueta | 1. Ozurgeti 2. Poti | 1. Rustavi 2. Tbilisi | 1. Telavi 2. Zugdidi |

### Comunidades Autônomas
| 1. Abasha, 2. Adigeni, 3. Akhalgori, 4. Akhalkalaki, 5. Akhaltsikhe, 6. Akhmeta, 7. Ambrolauri, 8. Aspindza, 9. Baghdati, 10. Bolnisi, 11. Borjomi, | 1. Chiatura, 2. Chkhorotsku, 3. Chokhatauri, 4. Dedoplistsqaro, 5. Dmanisi, 6. Dusheti, 7. Gagra, 8. Gali, 9. Gardabani, 10. Gori, 11. Gudauta, | 1. Gulripshi, 2. Kareli, 3. Kaspi, 4. Kazbegi, 5. Gurjaani, 6. Keda, 7. Kharagauli, 8. Khashuri, 9. Khelvachauri, 10. Khobi, 11. Khoni, | 1. Khulo, 2. Kobuleti, 3. Kvareli, 4. Lagodekhi, 5. Lanchkhuti, 6. Lentekhi, 7. Marneuli, 8. Martvili, 9. Mestia, 10. Misqueta, 11. Ninotsminda, | 1. Ochamchire, 2. Oni, 3. Ozurgeti, 4. Sachkhere, 5. Sagarejo, 6. Samtredia, 7. Senaki, 8. Shuakhevi, 9. Sighnaghi, 10. Sokhumi, 11. Telavi, | 1. Terjola, 2. Tetritsqaro, 3. Tianeti, 4. Tkibuli, 5. Tsageri, 6. Tsalendjikha, 7. Tsalka, 8. Tskaltubo, 9. Vani, 10. Zestaponi, 11. Zugdidi 12. Java |

| Unidade territorial em 2017               | Distrito Correspondente em 2006 | População (01.01.2016 estimativa) |
| ----------------------------------------- | ------------------------------- | --------------------------------- |
| Geórgia                                   |                                 | 3,720,400                         |
| Tbilisi, Cidade de                        |                                 | 1,113,000                         |
| República autónoma da Abcásia*            |                                 | n.a.****                          |
| 1. Gagra, Comunidade de*                  | Gagra Distrito*                 | n.a.****                          |
| 2. Gali, Comunidade de*                   | Gali Distrito*                  | n.a.****                          |
| 3. Gudauta, Comunidade de*                | Gudauta Distrito*               | n.a.****                          |
| 4. Gulripshi, Comunidade de*              | Gulripshi Distrito*             | n.a.****                          |
| 5. Ochamchire, Comunidade de*             | Ochamchire Distrito*            | n.a.****                          |
| 6. Sokhumi, Comunidade de*                | Sokhumi Distrito*               | n.a.****                          |
| República Autónoma de Ajária              |                                 | 337,000                           |
| 1. Batumi, Cidade de                      |                                 | 154,600                           |
| 2. Keda, Comunidade de                    | Keda Distrito                   | 16,900                            |
| 3. Kobuleti, Comunidade de                | Kobuleti Distrito               | 75,200                            |
| 4. Khelvachauri, Comunidade de            | Khelvachauri Distrito           | 51,700                            |
| 5. Khulo, Comunidade de                   | Khulo Distrito                  | 23,500                            |
| 6. Shuakhevi, Comunidade de               | Shuakhevi Distrito              | 15,100                            |
| região de Gúria                           |                                 | 113,000                           |
| 1. Ozurgeti, Cidade de                    | Ozurgeti Distrito               | 14,600                            |
| 4. Chokhatauri, (distrito) de             | Chokhatauri Distrito            | 18,900                            |
| 2. Lanchkhuti, Comunidade de              | Lanchkhuti Distrito             | 31,500                            |
| 3. Ozurgeti, Comunidade de                | Ozurgeti Distrito               | 48,000                            |
| região de Imerícia                        |                                 | 532,900                           |
| 1. Cutáissi, Cidade de                    |                                 | 147,900                           |
| 2. Baghdati, Comunidade de                | Baghdati Distrito               | 21,500                            |
| 3. Vani, Comunidade de                    | Vani Distrito                   | 24,500                            |
| 4. Zestaponi, Comunidade de               | Zestaponi Distrito              | 57,500                            |
| 5. Terjola, Comunidade de                 | Terjola Distrito                | 35,400                            |
| 6. Samtredia, Comunidade de               | Samtredia Distrito              | 48,500                            |
| 7. Sachkhere, Comunidade de**             | Sachkhere Distrito**            | 37,800                            |
| 8. Tkibuli, Comunidade de                 | Tkibuli Distrito                | 20,600                            |
| 9. Tsqaltubo, Comunidade de               | Tskkaltubo Distrito             | 56,600                            |
| 10. Chiatura, Comunidade de               | Chiatura Distrito               | 39,800                            |
| 11. Kharagauli, Comunidade de             | Kharagauli Distrito             | 19,400                            |
| 12. Khoni, Comunidade de                  | Khoni Distrito                  | 23,400                            |
| região de Caquécia                        |                                 | 318,400                           |
| 1. Telavi, Cidade de                      | Telavi Distrito                 | 19,600                            |
| 2. Akhmeta, Comunidade de                 | Akhmeta Distrito                | 31,700                            |
| 3. Gurjaani, Comunidade de                | Gurjaani Distrito               | 53,900                            |
| 4. Dedoplis Tskaro, Comunidade de         | Dedoplis Tskaro Distrito        | 21,100                            |
| 5. Telavi, Comunidade de                  | Telavi Distrito                 | 38,700                            |
| 6. Lagodekhi, Comunidade de               | Lagodekhi Distrito              | 41,800                            |
| 7. Sagarejo, Comunidade de                | Sagarejo Distrito               | 52,200                            |
| 8. Sighnaghi, Comunidade de               |                                 | 29,600                            |
| 9. Qvareli, Comunidade de                 | Qvareli Distrito                | 29,800                            |
| região de Misqueta-Montanhas              |                                 | 94,200                            |
| 1. Misqueta, Cidade de                    | Misqueta Distrito               | 7,900                             |
| 2. Akhalgori, Comunidade de**             | Akhalgori Distrito**            | n.a.***                           |
| 3. Dusheti, Comunidade de                 | Dusheti Distrito                | 25,400                            |
| 4. Tianeti, Comunidade de                 | Tianeti Distrito                | 9,300                             |
| 5. Misqueta, Comunidade de                | Misqueta Distrito               | 47,800                            |
| 6. Kazbegi, Comunidade de                 | Kazbegi Distrito                | 3,800                             |
| região de Racha-Lechúmia e Baixa Suanécia |                                 | 31,500                            |
| 1. Ambrolauri, Cidade de                  |                                 | 2,000                             |
| 2. Ambrolauri, Comunidade de              | Ambrolauri Distrito             | 8,900                             |
| 3. Lentekhi, Comunidade de                | Lentekhi Distrito               | 4,400                             |
| 4. Oni, Comunidade de**                   | Oni Distrito**                  | 6,000                             |
| 5. Tsageri, Comunidade de                 | Tsageri Distrito                | 10,200                            |
| região de Mingrélia-Alta Suanécia*        |                                 | 329,700                           |
| 1. Poti, Cidade de                        |                                 | 41,500                            |
| 2. Zugdidi, Cidade de                     | Zugdidi Distrito                | 42,700                            |
| 3. Abasha, Comunidade de                  | Abasha Distrito                 | 22,100                            |
| 4. Zugdidi, Comunidade de                 | Zugdidi Distrito                | 62,500                            |
| 5. Martvili, Comunidade de                | Martvili Distrito               | 33,300                            |
| 6. Mestia, Comunidade de                  | Mestia Distrito                 | 9,400                             |
| 7. Senaki, Comunidade de                  | Senaki Distrito                 | 39,500                            |
| 8. Chkhorotsku, Comunidade de             | Distrito                        | 22,200                            |
| 9. Tsalenjikha, Comunidade de             | Tsalenjikha Distrito            | 26,100                            |
| 10. Khobi, Comunidade de                  | Khobi Distrito                  | 30,400                            |
| região de Mesquécia-Javaquécia            |                                 | 160,500                           |
| 1. Akhaltsikhe, Cidade de                 | Akhaltsikhe Distrito            | 18,000                            |
| 2. Adigeni, Comunidade de                 | Adigeni Distrito                | 16,500                            |
| 3. Aspindza, Comunidade de                | Aspindza Distrito               | 10,400                            |
| 4. Akhalkalaki, Comunidade de             | Akhalkalaki Distrito            | 45,200                            |
| 5. Akhaltsikhe, Comunidade de             | Akhaltsikhe Distrito            | 20,800                            |
| 6. Borjomi, Comunidade de                 | Borjomi Distrito                | 25,100                            |
| 7. Ninotsminda, Comunidade de             | Ninotsminda Distrito            | 24,500                            |
| região de Baixa Ibéria                    |                                 | 426,400                           |
| 1. Rustavi, Cidade de                     |                                 | 126,000                           |
| 2. Bolnisi, Comunidade de                 | Bolnisi Distrito                | 53,800                            |
| 3. Gardabani, Comunidade de               | Gardabani Distrito              | 82,300                            |
| 4. Dmanisi, Comunidade de                 | Dmanisi Distrito                | 19,100                            |
| 5. Tetri Tsqaro, Comunidade de            | Tetritsqaro Distrito            | 21,000                            |
| 6. Marneuli, Comunidade de                | Marneuli Distrito               | 105,300                           |
| 7. Tsalka, Comunidade de                  | Tsalka Distrito                 | 18,900                            |
| região de Ibéria Interior                 |                                 | 263,800                           |
| 1. Gori, Cidade de                        | Gori Distrito                   | 48,300                            |
| 2. Gori, Comunidade de**                  | Gori Distrito**                 | 77,800***                         |
| 3. Kaspi, Comunidade de                   | Kaspi Distrito                  | 43,700                            |
| 4. Kareli, Comunidade de**                | Kareli Distrito**               | 41,300***                         |
| 5. Khashuri, Comunidade de                | Khashuri Distrito               | 52,700                            |
| 6. Java, Comunidade de**                  | Java (distrito)**               | n.a.****                          |

Divisões administrativas georgianas com territórios ocupados na Rússia (Abcásia e Ossétia do Sul mostradas em rosa.

*– Os territórios da Abcásia fora do controle da Geórgia e definidos pela Geórgia como "territórios ocupados" em 2015.
**– Estes municípios que incluem assentamentos na Ossétia do Sul fora do controle da Geórgia e definidos pela Geórgia como "territórios ocupados" em 2015.
***– Estatísticas oficiais disponíveis apenas para as partes dos municípios que são controlados pela Geórgia.
****– As estatísticas oficiais não estão disponíveis para os territórios que não estão sob controle da Geórgia (Abcásia e Ossétia do Sul).